# Relyó
Relyó (1899-ig Relyov, szlovákul Reľov, németül Rillen) község Szlovákiában, az Eperjesi kerület Késmárki járásában. Hági tartozik hozzá.

## Fekvése
Késmárktól 24 km-re északra, Szepesófalutól 13 km-re délre, a Rieka-patak völgyében fekszik. Határában 4 km-re keletre van a Magura-hágó.

## Története
A 13. században német pásztorfaluként keletkezett az örökhaszonbéri jog alapján. Alapítója Berzeviczy Kakas magiszter volt, aki 1314-ben a vöröskolostori karthauziaknak adta. 1344-ben „Kehhelo” alakban bukkan fel az írott forrásokban. 1568-ban telepedett itt le Gruber János cseh üvegfúvómester, a Relyovszky nemesi család alapítója, aki a karthauzi barátoktól megvásárolta a helyi soltészságot az üveghutával együtt. Utódai még a 18. század elején is soltészok voltak. 1727-ben a falu cserével a Mattyasovszky család birtoka lett. 1787-ben 47 házában 341 lakosa volt.
A 18. század végén Vályi András így ír róla: „RILYOVA. Tót falu Szepes Várm.”
1828-ban 64 házában 468 lakos élt, akik főként mezőgazdasággal, pásztorkodással foglalkoztak.
Fényes Elek 1851-ben kiadott geográfiai szótárában így ír a faluról: „Relyó, tót falu, Szepes vgyében, a Kárpátok közt: 354 kath., 6 zsidó lak. Kath. parochia. Sok erdő; igen sovány határ. Ut. p. Lőcse.”
A trianoni diktátumig Szepes vármegye Szepesófalui járásához tartozott.

## Népessége
| Év:            | 1994. | 2004.   | 2014.   | 2024.   |
| -------------- | ----- | ------- | ------- | ------- |
| Emberek száma: | 343   | 359     | 365     | 337     |
| Eltérés:       |       | +4,66 % | +1,67 % | -7,67 % |

| Év:            | 2023. | 2024.   |
| -------------- | ----- | ------- |
| Emberek száma: | 339   | 337     |
| Eltérés:       |       | -0,58 % |

1910-ben 371, túlnyomórészt szlovák lakosa volt.
2001-ben 322 lakosából 321 szlovák volt.
2011-ben 351 lakosából 338 szlovák.

## Nevezetességei
- Szent Kereszt Felmagasztalása tiszteletére szentelt római katolikus templomát 1787 után építették, a korábbi reneszánsz kápolna felhasználásával.